# Трнаваць (Плитвицька Єзера)
44°45′ пн. ш. 15°34′ сх. д. / 44.75° пн. ш. 15.56° сх. д.
Трнаваць (хорв. Trnavac) — населений пункт у Хорватії, в Лицько-Сенській жупанії у складі громади Плитвицька Єзера.

## Населення
Населення за даними перепису 2011 року становило 10 осіб.
Динаміка чисельності населення поселення:

## Клімат
Середня річна температура становить 7,18 °C, середня максимальна – 21,21 °C, а середня мінімальна – -8,42 °C. Середня річна кількість опадів – 1380 мм.
| Клімат поселення                              | Клімат поселення | Клімат поселення | Клімат поселення | Клімат поселення | Клімат поселення | Клімат поселення | Клімат поселення | Клімат поселення | Клімат поселення | Клімат поселення | Клімат поселення | Клімат поселення | Клімат поселення |
| Показник                                      | Січ.             | Лют.             | Бер.             | Квіт.            | Трав.            | Черв.            | Лип.             | Серп.            | Вер.             | Жовт.            | Лист.            | Груд.            |                  |
| Середній максимум, °C                         | 5,00             | 5,67             | 8,84             | 12,90            | 17,74            | 21,10            | 21,21            | 20,81            | 16,92            | 12,59            | 7,33             | 3,22             |                  |
| Середня температура, °C                       | −1,69            | −1,05            | 2,14             | 6,19             | 11,04            | 14,39            | 16,73            | 16,31            | 12,43            | 8,09             | 2,86             | −1,26            |                  |
| Середній мінімум, °C                          | −8,42            | −7,74            | −4,56            | −0,51            | 4,32             | 7,68             | 12,24            | 11,82            | 7,95             | 3,62             | −1,63            | −5,76            |                  |
| Норма опадів, мм                              | 97               | 101              | 105              | 117              | 104              | 105              | 75               | 92               | 130              | 147              | 170              | 137              |                  |
| Середньомісячна швидкість вітру, м/с          | 2.25             | 2.37             | 2.60             | 2.51             | 2.33             | 2.09             | 2.04             | 1.94             | 2.04             | 2.21             | 2.41             | 2.48             |                  |
| Середньомісячна сонячна радіація, кДж/м²·день | 4608             | 7264             | 10697            | 15113            | 19113            | 21103            | 22761            | 19561            | 14578            | 9466             | 5035             | 3884             |                  |
| --------------------------------------------- | ---------------- | ---------------- | ---------------- | ---------------- | ---------------- | ---------------- | ---------------- | ---------------- | ---------------- | ---------------- | ---------------- | ---------------- | ---------------- |
| Джерело:                                      |                  |                  |                  |                  |                  |                  |                  |                  |                  |                  |                  |                  |                  |